# Ocyptamus neuralis
Ocyptamus neuralis är en tvåvingeart som först beskrevs av Charles Howard Curran 1934.  Ocyptamus neuralis ingår i släktet Ocyptamus och familjen blomflugor.
Artens utbredningsområde är Guyana. Inga underarter finns listade i Catalogue of Life.